# ケネディ・ケンドリック
ケネディ・ケンドリック (Kennedy Kendrick) は、カナダのプロレスラー。アルバータ州カルガリー出身。

## 来歴
2005年、ECW、WWEなどで活躍したランス・ストームの下でトレーニングを開始し、11月にプロレスラーデビューを飾る。アルバータ州を拠点とするPZW（Power Zone Wrestling）を主戦場としながらもフロリダのFPWA（Florida Pro Wrestling Association）、オーストラリアのPWA（Professional Wrestling Alliance）、PCW（Professional Championship Wrestling）といった世界各国のインディー団体に参戦することで経験を積み、2008年より本格的に活動の拠点をフロリダへと移動することになる。
PWE（Pro Wrestling Eklipse）ではプリンス・イアウケアやグレイシアといった元WCW所属のベテラン、PCW（American Combat Wrestling）ではジェシー・ニール、シン・ボーディといったフロリダで名のあるレスラーたちと対戦した。
2010年、FUW（Florida Underground Wrestling）所属になり、トップレスラーの一人として重宝されるようになり、シングルだけではなく、タッグ戦線においてもダコタ・ダーソウとのタッグチーム、NVUSやJDマーベリック、デイモスといったレスラーたちと組んでその才能を遺憾なく発揮。
2012年、タッグパートナーであり、FUWキューバンヘビー級王者であるJDマーベリックとベルトを巡って熾烈な抗争を展開し、またFUWヘビー級王座を保持するカハガスに挑戦するが、どちらとも奪取するに至らなかった。
2013年、マット・モーガン、ハリー・スミス、ケネス・キャメロンといった元WWE所属のレスラーたちと対戦。

## 得意技
- ハートアタック

## 獲得タイトル
FUW
- FUWタッグ王座 - 3回

w / ダコタ・ダーソウ
w / ショーン・スピアーズ
w / JDマーベリック